# ديفوسية ريبوفلافينية
ديفوسية ريبوفلافينية (الاسم العلمي: Devosia riboflavina) هي نوع من بكتيريا التربة، سلبية الغرام، تتبع جنس الديفوسية.